# Эусебиускерк
Эусебиускерк, или Гроте керк (нидерл. Sint-Eusebius Kerk, Eusebiuskerk — церковь св. Евсевия) — готическая церковь в нидерландском городе Арнем, крупнейшая из церквей этого города. Принадлежит Протестантской церкви Нидерландов.

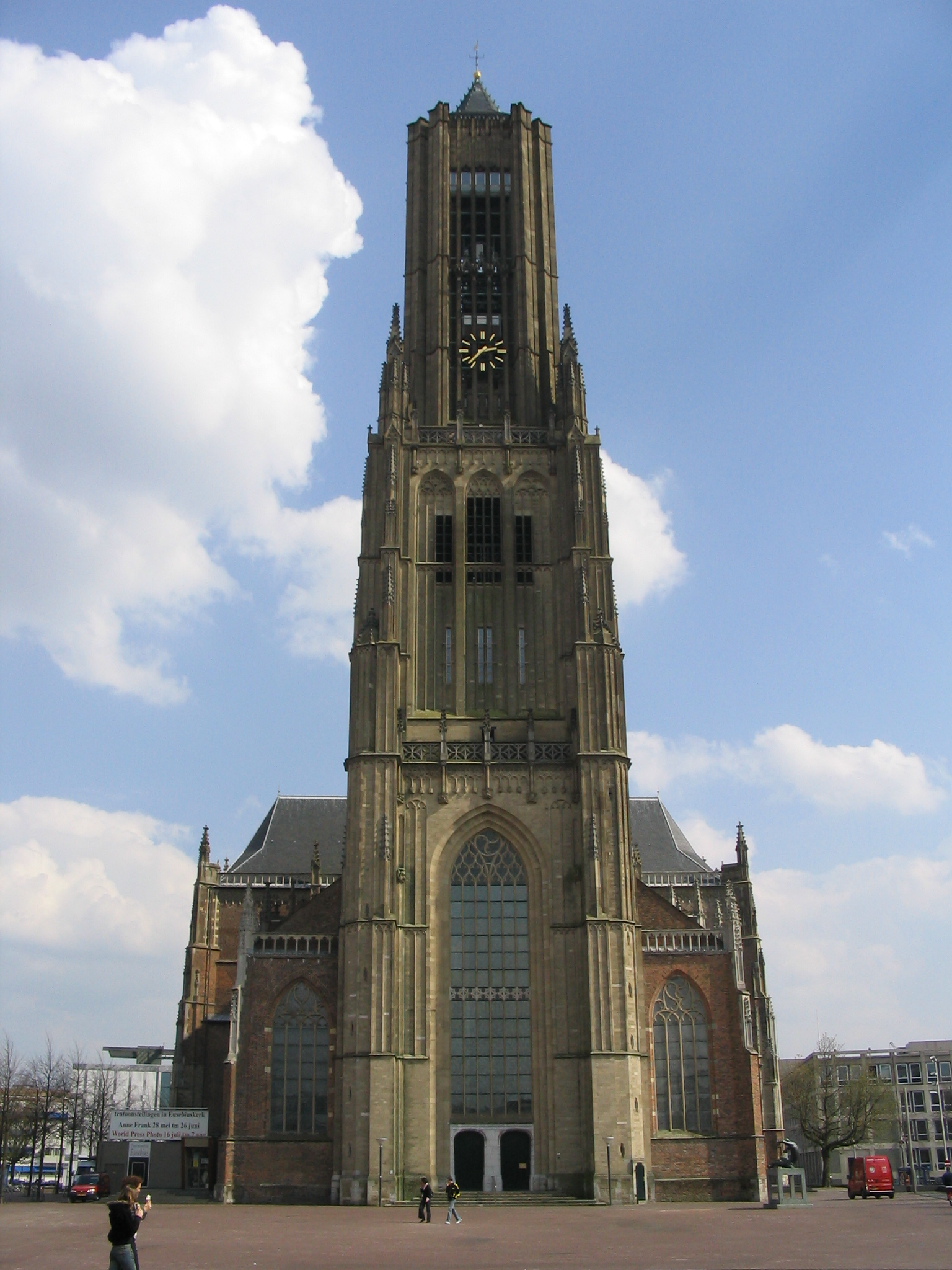
Эусебиускерк

## История
Церковь св. Евсевия (мученик за веру и святой, ум. 192 году во время гонений на христиан при императоре Коммоде) в Арнеме имеет форму крестообразной базилики, состоящей из трёх нефов. Начало её строительства относится к 1450 году, и оно было завершено более, чем через сто лет. По своему стилю церковь имеет много сходного с построенным ранее собором в расположенном поблизости немецком Ксантене. В колокольне, надстроенной после восстановительных работ в послевоенные годы до высоты в 93 метра, находится стеклянный лифт, поднимающий посетителей церкви на площадку для панорамного обозрения — единственный в своём роде в церковных зданиях Нидерландов. На колокольне также можно увидеть карильон-колокол, второй по величине в стране. В церкви, в изукрашенном саркофаге, похоронен герцог Гельдерна Карл ван Эгмонд.
Во время Второй мировой войны церковь св. Евстасия была практически полностью разрушена. При восстановительных работах базилике был придан прежний вид, в то время как колокольня была «модернизирована» и оснащена стеклянным лифтом. Реставрация здания была завершена в 1964 году. В настоящее время церковь не используется более в религиозных целях, а выступает местом собраний, выставок и общественных мероприятий
Церковь св. Евсевия была в 1769—1770 годах оснащена большим органом работы братьев Иоганн Михаэль и Иоганнес Вагнеры. В 1944 году во время налёта англо-американской авиации этот уникальный инструмент был уничтожен. В 1961 году в церкви был установлен другой орган, находившийся ранее Евангелической Лютеранской церкви Амстердама, работы Иоганнеса Стефана Штрюмплера (1795). Этот инструмент имеет 50 регистров на трёх мануалах и педаль.